# Открытый чемпионат Мексики по теннису
Открытый чемпионат Мексики (англ. Abierto Mexicano Telcel) — профессиональный теннисный турнир, проводимый с 1993 года в феврале в Акапулько (Мексика) на хардовых кортах местного Fairmont Acapulco Princess. С 2009 года мужской турнир относится к серии ATP 500 с призовым фондом около 2,8 миллионов долларов и турнирной сеткой, рассчитанной на 32 участника в одиночном разряде и 16 пар; а женский проводился с 2001 по 2020 год и относился к международной серии WTA с призовым фондом в 275 тысяч долларов и турнирной сеткой, рассчитанной на 32 участницы в одиночном разряде и 16 пар.

## Общая информация
История турнира
Открытый чемпионат Мексики основан накануне сезона-1993 в Мехико: в рамках расширения отрезка календаря основного тура ATP между Открытым чемпионатом Австралии и крупным турниром в Индиан-Уэллсе, в последний момент заполнив место, предназначенное для единственного грунтового приза в этот период. В 1997 году, в рамках реформы календаря, мексиканское соревнование базовой серии было перенесено на позднюю осень, войдя в региональную грунтовую серию. На этом месте турниры продержались лишь два сезона и уже в 1999 году ATP предложила мексиканцам и их латиноамериканским коллегам (в тот период в серию также входили турниры в Чили и Колумбии) перенести свои соревнования на февраль, выделив для одного из них более престижную категорию ATP International Gold и согласившись даже на годичное отсутствие каждого из турниров в календаре. Более статусную лицензию, в итоге, выкупили мексиканцы, которые год спустя, поднимая престижность своего соревнования, дополнили приз и женским турниром, выкупив у WTA лицензию соревнования одной из базовых категорий, освободившуюся после переноса на осень и изменения статуса турнира в Сан-Паулу, параллельно перенеся свой чемпионат в другой спортивный комплекс — в Акапулько, более соответствовавшему новому размеру турнира.
Накануне сезона-2014 в истории мексиканского чемпионата произошло ещё одно изменение: воспользовавшись финансовыми проблемами турниров в Сан-Хосе и Мемфисе (оба — США), а также желанием организаторов в Рио-де-Жанейро вернуть к себе основной тур ATP, владельцы турнира в Акапулько перевели своё соревнование на хард, в расчёте усилить его состав. Один из американских турниров же, в итоге, был закрыт, а второй — понижен в статусе; бразильцы же заполнили место мексиканцев в качестве элитного грунтового соревнования в этот период.
Победители и финалисты
Лидерами мужского одиночного турнира по числу побед являются Томас Мустер, Рафаэль Надаль и Давид Феррер, по четыре раза побеждавшие на местных кортах, при этом австриец выиграл свои титулы ещё на турнире базовой серии, а испанцы побеждал в чемпионате как на грунте, так и на харде. Парный турнир у мужчин трижды в разное время удалось выиграть Дональду Джонсону и Лукашу Куботу; ещё на счету десяти теннисистов по два титула. Ещё более разнообразен список победительниц женского одиночного турнира: ни одна из теннисисток не смогла выиграть местное соревнование более двух раз. Самыми титулованными участницами женских парных турниров являются Мария Хосе Мартинес Санчес и Аранча Парра Сантонха, выигравшие с разными партнёршами приз по три раза.
Парные соревнования не раз выигрывали мононациональные пары: у мужчин на счету таких альянсов десять титулов (четырежды это делали представители США), а у женщин — восемь (и семь раз — испанки). Не раз в рамках приза разыгрывались мононациональный финалы: в том числе девять раз — в мужских одиночных соревнованиях, дважды — в мужском парном и по разу — в женском одиночном и парном разрядах.

## Финалы турнира

### Одиночный разряд
| Год                | Победитель             | Финалист                   | Счёт              |
| ------------------ | ---------------------- | -------------------------- | ----------------- |
| Акапулько, Мексика |                        |                            |                   |
| 2025               | Томаш Махач            | Алехандро Давидович Фокина | 7-6(6) 6-2        |
| 2024               | Алекс де Минор (2)     | Каспер Рууд                | 6-4 6-4           |
| 2023               | Алекс де Минор         | Томми Пол                  | 3-6 6-4 6-1       |
| 2022               | Рафаэль Надаль (4)     | Кэмерон Норри              | 6-4 6-4           |
| 2021               | Александр Зверев       | Стефанос Циципас           | 6-4 7-6(3)        |
| 2020               | Рафаэль Надаль (3)     | Тейлор Фриц                | 6-3 6-2           |
| 2019               | Ник Кирьос             | Александр Зверев           | 6-3 6-4           |
| 2018               | Хуан Мартин дель Потро | Кевин Андерсон             | 6-4 6-4           |
| 2017               | Сэм Куэрри             | Рафаэль Надаль             | 6-3 7-6(3)        |
| 2016               | Доминик Тим            | Бернард Томич              | 7-6(6) 4-6 6-3    |
| 2015               | Давид Феррер (4)       | Кэй Нисикори               | 6-3 7-5           |
| 2014               | Григор Димитров        | Кевин Андерсон             | 7-6(1) 3-6 7-6(5) |
| 2013               | Рафаэль Надаль (2)     | Давид Феррер               | 6-0 6-2           |
| 2012               | Давид Феррер (3)       | Фернандо Вердаско          | 6-1 6-2           |
| 2011               | Давид Феррер (2)       | Николас Альмагро           | 7-6(4) 6-7(2) 6-2 |
| 2010               | Давид Феррер           | Хуан Карлос Ферреро        | 6-3 3-6 6-1       |
| 2009               | Николас Альмагро (2)   | Гаэль Монфис               | 6-4 6-4           |
| 2008               | Николас Альмагро       | Давид Налбандян            | 6-1 7-6(1)        |
| 2007               | Хуан Игнасио Чела (2)  | Карлос Мойя                | 6-3 7-6(2)        |
| 2006               | Луис Орна              | Хуан Игнасио Чела          | 7-6(5) 6-4        |
| 2005               | Рафаэль Надаль         | Альберт Монтаньес          | 6-1 6-0           |
| 2004               | Карлос Мойя (2)        | Фернандо Вердаско          | 6-3 6-0           |
| 2003               | Агустин Кальери        | Мариано Сабалета           | 7-5 3-6 6-3       |
| 2002               | Карлос Мойя            | Фернандо Мелигени          | 7-6(4) 7-6(4)     |
| 2001               | Густаво Куэртен        | Гало Бланко                | 6-4 6-2           |
| Мехико, Мексика    |                        |                            |                   |
| 2000               | Хуан Игнасио Чела      | Мариано Пуэрта             | 6-4 7-6(4)        |
| 1998               | Иржи Новак             | Ксавье Малисс              | 6-3 6-3           |
| 1997               | Франсиско Клавет       | Хуан Альберт Вилока        | 6-4 7-6(7)        |
| 1996               | Томас Мустер (4)       | Иржи Новак                 | 7-6(3) 6-2        |
| 1995               | Томас Мустер (3)       | Фернандо Мелигени          | 7-6(4) 7-5        |
| 1994               | Томас Мустер (2)       | Роберто Жабали             | 6-3 6-1           |
| 1993               | Томас Мустер           | Карлос Коста               | 6-2 6-4           |

| Год  | Победительница       | Финалистка            | Счёт           |
| ---- | -------------------- | --------------------- | -------------- |
| 2020 | Хезер Уотсон         | Лейла Анни Фернандес  | 6-4 6-7(8) 6-1 |
| 2019 | Ван Яфань            | София Кенин           | 2-6 6-3 7-5    |
| 2018 | Леся Цуренко (2)     | Штефани Фёгеле        | 5-7 7-6(2) 6-2 |
| 2017 | Леся Цуренко         | Кристина Младенович   | 6-1 7-5        |
| 2016 | Слоан Стивенс        | Доминика Цибулкова    | 6-4 4-6 7-6(5) |
| 2015 | Тимея Бачински       | Каролин Гарсия        | 6-3 6-0        |
| 2014 | Доминика Цибулкова   | Кристина Макхейл      | 7-6(3) 4-6 6-4 |
| 2013 | Сара Эррани (2)      | Карла Суарес Наварро  | 6-0 6-4        |
| 2012 | Сара Эррани          | Флавия Пеннетта       | 5-7 7-6(2) 6-0 |
| 2011 | Хисела Дулко         | Аранча Парра Сантонха | 6-3 7-6(5)     |
| 2010 | Винус Уильямс (2)    | Полона Херцог         | 2-6 6-2 6-3    |
| 2009 | Винус Уильямс        | Флавия Пеннетта       | 6-1 6-2        |
| 2008 | Флавия Пеннетта (2)  | Ализе Корне           | 6-0 4-6 6-1    |
| 2007 | Эмили Луа            | Флавия Пеннетта       | 7-6(0) 6-4     |
| 2006 | Анна-Лена Грёнефельд | Флавия Пеннетта       | 6-1 4-6 6-2    |
| 2005 | Флавия Пеннетта      | Людмила Церванова     | 3-6 7-5 6-3    |
| 2004 | Ивета Бенешова       | Флавия Пеннетта       | 7-6(5) 6-4     |
| 2003 | Аманда Кётцер (2)    | Мариана Диас-Олива    | 7-5 6-3        |
| 2002 | Катарина Среботник   | Паола Суарес          | 6-7(1) 6-4 6-2 |
| 2001 | Аманда Кётцер        | Елена Дементьева      | 2-6 6-1 6-2    |

### Парный разряд
| Год  | Победители                              | Финалисты                            | Счёт                 |
| ---- | --------------------------------------- | ------------------------------------ | -------------------- |
| 2025 | Эван Кинг Кристиан Харрисон             | Садио Думбия Фабьен Ребуль           | 6-4 6-0              |
| 2024 | Ян Зелиньский Юго Нис                   | Сантьяго Гонсалес Нил Скупски        | 6-3 6-2              |
| 2023 | Лукас Мидлер Александр Эрлер            | Натаниэль Ламмонс Джексон Уитроу     | 7-6(9) 7-6(3)        |
| 2022 | Фелисиано Лопес Стефанос Циципас        | Марсело Аревало Жан-Жюльен Ройер     | 7-5 6-4              |
| 2021 | Кен Скупски Нил Скупски                 | Марсель Граноллерс Орасио Себальос   | 7-6(3) 6-4           |
| 2020 | Лукаш Кубот (3) Марсело Мело (2)        | Хуан Себастьян Кабаль Роберт Фара    | 7-6(6) 6-7(4) [11-9] |
| 2019 | Александр Зверев Миша Зверев            | Остин Крайчек Артём Ситак            | 2-6 7-6(4) [10-5]    |
| 2018 | Джейми Маррей (2) Бруно Соарес (2)      | Боб Брайан Майк Брайан               | 7-6(4) 7-5           |
| 2017 | Джейми Маррей Бруно Соарес              | Джон Изнер Фелисиано Лопес           | 6-3 6-3              |
| 2016 | Максим Мирный Трет Конрад Хьюи          | Александр Пейя Филипп Пецшнер        | 7-6(5) 6-3           |
| 2015 | Иван Додиг Марсело Мело                 | Сантьяго Гонсалес Мариуш Фирстенберг | 7-6(2) 5-7 [10-3]    |
| 2014 | Кевин Андерсон Мэттью Эбден             | Фелисиано Лопес Максим Мирный        | 6-3 6-3              |
| 2013 | Лукаш Кубот (2) Давид Марреро (2)       | Симоне Болелли Фабио Фоньини         | 7-5 6-2              |
| 2012 | Фернандо Вердаско Давид Марреро         | Марсель Гранольерс Марк Лопес        | 6-3 6-4              |
| 2011 | Хория Текэу Виктор Ханеску              | Марсело Мело Бруно Соарес            | 6-1 6-3              |
| 2010 | Лукаш Кубот Оливер Марах (2)            | Потито Стараче Фабио Фоньини         | 6-0 6-0              |
| 2009 | Франтишек Чермак (2) Михал Мертиняк (2) | Лукаш Кубот Оливер Марах             | 4-6 6-4 [10-7]       |
| 2008 | Оливер Марах Михал Мертиняк             | Агустин Кальери Луис Орна            | 6-2 6-7(3) [10-7]    |
| 2007 | Мартин Вассальо Аргуэльо Потито Стараче | Павел Визнер Лукаш Длоуги            | 6-0 6-2              |
| 2006 | Леош Фридль Франтишек Чермак            | Филиппо Воландри Потито Стараче      | 7-5 6-2              |
| 2005 | Сантьяго Вентура Давид Феррер           | Иржи Ванек Томаш Зиб                 | 4-6 6-1 6-4          |
| 2004 | Боб Брайан (2) Майк Брайан (2)          | Николас Массу Хуан Игнасио Чела      | 6-2 6-3              |
| 2003 | Даниэль Нестор Марк Ноулз               | Фернандо Висенте Давид Феррер        | 6-3 6-3              |
| 2002 | Боб Брайан Майк Брайан                  | Мартин Дамм Давид Рикл               | 6-1 3-6 [10-2]       |
| 2001 | Дональд Джонсон (3) Густаво Куэртен     | Дэвид Адамс Мартин Гарсия            | 6-3 7-6(5)           |
| 2000 | Байрон Блэк Дональд Джонсон (2)         | Мартин Родригес Гастон Этлис         | 6-3 7-5              |
| 1998 | Иржи Новак Давид Рикл                   | Даниэль Орсанич Давид Родити         | 6-4 6-2              |
| 1997 | Николас Лапентти Даниэль Орсанич        | Мариано Санчес Луис Эррера           | 4-6 6-3 7-6          |
| 1996 | Дональд Джонсон Франсиско Монтана (2)   | Николас Перейра Эмилио Санчес        | 6-2 6-4              |
| 1995 | Леонардо Лаваль (2) Хавьер Франа        | Марк-Кевин Гёлльнер Диего Наргисо    | 7-5 6-3              |
| 1994 | Франсиско Монтана Брайан Шелтон         | Люк Дженсен Мёрфи Дженсен            | 6-3 6-4              |
| 1993 | Леонардо Лаваль Жайме Онсинс            | Орасио де ла Пенья Хорхе Лосано      | 7-6 6-4              |

| Год  | Победительницы                                            | Финалистки                                           | Счёт               |
| ---- | --------------------------------------------------------- | ---------------------------------------------------- | ------------------ |
| 2020 | Дезире Кравчик Гильяна Ольмос                             | Катерина Бондаренко Шэрон Фичмен                     | 6-3 7-6(5)         |
| 2019 | Виктория Азаренко Чжэн Сайсай                             | Дезире Кравчик Гильяна Ольмос                        | 6-1 6-2            |
| 2018 | Татьяна Мария Хезер Уотсон                                | Кейтлин Кристиан Сабрина Сантамария                  | 7-5 2-6 [10-2]     |
| 2017 | Анастасия Родионова Дарья Юрак                            | Мариана Дуке Мариньо Вероника Сепеде Роиг            | 6-3 6-2            |
| 2016 | Анабель Медина Гарригес (2) Аранча Парра Сантонха (3)     | Кики Бертенс Юханна Ларссон                          | 6-0 6-4            |
| 2015 | Лара Арруабаррена Мария Тереса Торро Флор                 | Андреа Главачкова Луция Градецкая                    | 7-6(2) 5-7 [13-11] |
| 2014 | Галина Воскобоева Кристина Младенович                     | Ивета Мельцер Петра Цетковская                       | 6-3 2-6 [10-5]     |
| 2013 | Лурдес Домингес Лино (2) Аранча Парра Сантонха (2)        | Мариана Дуке Мариньо Каталина Кастаньо               | 6-4 7-6(1)         |
| 2012 | Роберта Винчи Сара Эррани                                 | Лурдес Домингес Лино Аранча Парра Сантонха           | 6-2 6-1            |
| 2011 | Мария Корытцева Иоана-Ралука Олару                        | Лурдес Домингес Лино Аранча Парра Сантонха           | 3-6 6-1 [10-4]     |
| 2010 | Барбора Заглавова-Стрыцова Полона Херцог                  | Роберта Винчи Сара Эррани                            | 2-6 6-1 [10-2]     |
| 2009 | Нурия Льягостера Вивес (2) Мария Хосе Мартинес Санчес (3) | Лурдес Домингес Лино Аранча Парра Сантонха           | 6-4 6-2            |
| 2008 | Нурия Льягостера Вивес Мария Хосе Мартинес Санчес (2)     | Ивета Бенешова Петра Цетковская                      | 6-2 6-4            |
| 2007 | Лурдес Домингес Лино Аранча Парра Сантонха                | Эмили Луа Николь Пратт                               | 6-3 6-3            |
| 2006 | Анна-Лена Грёнефельд Меган Шонесси                        | Синобу Асагоэ Эмили Луа                              | 6-1 6-3            |
| 2005 | Алина Жидкова Татьяна Перебийнис                          | Роса Мария Андрес Родригес Кончита Мартинес Гранадос | 7-5 6-3            |
| 2004 | Лиза Макши Милагрос Секера                                | Ольга Благотова Габриэла Навратилова                 | 2-6 7-6(5) 6-4     |
| 2003 | Эмили Луа Оса Свенссон                                    | Петра Мандула Патриция Вартуш                        | 6-3 6-1            |
| 2002 | Вирхиния Руано Паскуаль Паола Суарес                      | Тина Крижан Катарина Среботник                       | 7-5 6-1            |
| 2001 | Мария Хосе Мартинес Санчес Анабель Медина Гарригес        | Вирхиния Руано Паскуаль Паола Суарес                 | 6-4 6-7(5) 7-5     |